# Recommended Records Sampler
Il Recommended Records Sampler è un'antologia sampler di artisti vari pubblicata dall'etichetta discografica indipendente inglese Recommended su doppio LP nel 1982. Si tratta di una selezione di pezzi di musicisti e gruppi presenti sul catalogo della casa discografica a quel tempo.
Questo "sampler album" differiva dalla forma standard delle altre etichette in quanto tutti i brani erano stati appena registrati dagli artisti e allora pertanto inediti.  (molte di essi sarebbero stati più tardi rilasciati come tracce bonus sulle ristampe dei CD dei rispettivi compositori. Nel 1985 la Recommended Records lanciò, sulla scia di quest'opera, anche la "RēR Quarterly", una rivista sonora "trimestrale", che continuò questa tradizione della pubblicazione di lavori inediti in compilation.
Un'edizione limitata a un solo lato d'EP, con quattro inediti e con lo stesso nome venne anch'essa rilasciata nel 1982 dalla Recommended e distribuita gratuitamente agli abbonati del doppio album.

## Accoglienza
| Recensione | Giudizio |
| ---------- | -------- |
| AllMusic   |          |

Scrivendo per AllMusic, William Tilland ha osservato che a causa dell'atteggiamento non commerciale della Recommended Records e dei diversi stili musicali di questo sampler, ascoltarlo «può essere difficile» per i non avvezzi.  Ha annoverato tra i suoi punti salienti i pezzi dei gruppi neo-classici gotici belgi Art Zoyd e Univers Zero, chiamando la traccia di Aksak Maboul / Honeymoon Killers «un bell'esempio del rock da camera europeo». Motivo di contentezza è stata l'inclusione di due band britanniche poco conosciute come i  the Work e This Heat. Tilland ha inoltre definito la canzone di Heiner Goebbels Berlin - Kudamm 12 april 1981, su una rivolta stradale, «il singolo brano più insolito» della collezione.  Unico neo secondo il critico è stata invece la decisione di inserire tracce di artisti lo-fi come R. Stevie Moore e Hector Zazou poiché ha sentito che la qualità di questi pezzi non dava loro l'esposizione che meritavano. Nel complesso, Tillard ha descritto l'antologia come «un prezioso documento storico» e «una bella introduzione a un numero di artisti», valutandola come «altamente raccomandata». 

## Doppio LP
Lato A
1. Flaschenzug (Vogel) – 3:50 – Vogel
2. Extract 5 from Faust Party Three: 'The Voice Of The Pumpkin'  (Faust) – 4:29 – Faust
3. All Hail (Chris Cutler, Fred Frith) – 4:09 – Art Bears
4. Reparto Novità (Carlo De Martini, Umberto Fiori) – 4:34 – Stormy Six
5. Walk Before Imitate (The Homosexuals) – 2:44 – The Homosexuals
6. On Ne Plus Compter Sur Ses Doigts (Joseph Racaille, Patrick Portella) – 0:54 – Joseph Racaille & Patrick Portella
7. *  (Feliu Gasul) – 7:26 – Feliu Gasul

Lato B
1. Strangelove (The Black Sheep) – 2:56 – The Black Sheep
2. Influences (Andy Kirk) – 7:38 – Univers Zero
3. Boss De Crosses Dans Le Doulos (Marc Hollander, Yvon Vromman) – 7:04 – Aksak Maboul / The Honeymoon Killers
4. Houdini (The Work) – 4:01 – The Work
5. Slice (Lindsay Cooper) – 0:39 – Henry Cow
6. Viva Pa Ubu (Tim Hodgkinson) – 4:26 – Henry Cow
7. Radio Extract (Decibel) – 3:01 – Decibel

Lato C
1. Simulacres (Gérard Hourbette) – 6:58 – Art Zoyd
2. Two Extracts from 'Chronometers'  (Dave Newhouse, The Muffins) – 4:17 – The Muffins
3. Berlin – Kudamm 12 April 1981 (Heiner Goebbels) – 5:09 – Heiner Goebbels
4. Steer Clear of England (Balloona, Otto Dix) – 3:47 – Amos
5. Commerce Nostalgique (André Duchesne) – 7:59 – Conventum
6. Vera C (Hector Zazou) – 2:32 – Hector Zazou

Lato D
1. Pool (This Heat) – 4:40 – This Heat
2. Walter Westinghouse (The Residents) – 8:04 – The Residents
3. Pedestrian Hop & Copy Me (R. Stevie Moore) – 5:53 – R. Stevie Moore
4. I Talk to My Haircut (Ron Pate) – 3:39 – Ron Pate
5. Uccelin Del Bosco (Pivio and Aldo De Scalzi) – 3:17 – Picchio Dal Pozzo
6. The Internationale (Eugène Edine Pottier, Pierre De Geyter) – 2:59 – Robert Wyatt

Fonte: AllMusic, Discogs.

## Lista delle tracce (EP)
1. Frenzy (Peter Blegvad) – 2:50 – Peter Blegvad
2. Total Drop (The Homosexuals) – 2:16 – The Homosexuals
3. Extract VI from Faust Party Three: 'The Voice of the Pumpkin'  (Faust) – 0:29 – Faust
4. What Are You Looking At! (R. Stevie Moore) – 2:43 – R. Stevie Moore
5. Flowers Sleep Into The Night (Moore) – 2:45 – R. Stevie Moore

Fonte: Discogs.

## Ristampe
Nel settembre 2008 la Recommended Records ristampò The Recommended Sampler 1982 – 25th Anniversary Edition, una versione completamente rimasterizzata (da Bob Drake) su doppio CD. Coincise con il trentesimo anniversario dell'etichetta ed include una copia del primo catalogo manoscritto consigliato più altri memorabilia e curiosità. L'edizione giapponese venne pubblicata in una custodia con una mini-replica dell'LP e con l'EP.